# Werwolf
Werwolf (hrv.: "Vukodlak") je zajednički naziv za specijalne vojne i paravojne nacističke postrojbe Trećeg Reicha osnovane pred kraj Drugog svjetskog rata čiji su pripadnici imali zadatak izvoditi gerilske operacije na područjima Njemačke pod savezničkom okupacijom. Plan, čiji je formalni naziv bio Unternehmen Werwolf (hrv.: "Operacija Vukodlak"), je u ljeto 1944. i 1945. osmislio Reichsführer SS-a Heinrich Himmler, naloživši SS-obergruppenführeru Hans-Adolf Prützmannu da stvori snage od 5000 ljudi koje bi činili dobrovoljci iz redova SS-a i Hitlerjugenda. Javnost je za te formacije prvi put čula u ožujku 1945. kada je njemački ministar propagande Joseph Goebbels u obraćanju preko radija pozvao svoje sunarodnjake da se Saveznicima, poput "vukodlaka", suprotstave do smrti, te stvorio dojam da se pod tim imenom krije široki i dobro pripremljeni pokret otpora. U stvarnosti Werwolf nikada nije bio zamišljen s tom ulogom, s obzirom da se nacističko vodstvo sve do samog kraja rata nije uopće moglo pomiriti s porazom i formalnim nestankom vlastitoga režima. Kaos u posljednjim mjesecima i bojazan da bi inzistiranje na takvoj strategiji bilo shvaćeno kao izdajnički defetizam u mnogo čemu su ograničili organizaciju i resurse Werwolfa. Usprkos tome, pripadnicima Werwolfa su se pred kraj i nakon rata pripisivale sabotaže, diverzije, napadi na savezničke vojnike i atentati na njemačke političare i službenike koji su surađivali s okupacijskim vlastima. Najpoznatiji primjer je atentat na Franza Oppenhoffa, gradonačelnika Aachena kojega su američke savezničke postrojbe postavile na taj položaj. Oni su često služili kao povod za odmazdu nad njemačkim stanovništvom od strane savezničkih postrojbi, zbog čega su skupine Werwolfa vrlo brzo izgubile potporu među od ratom umornim Nijemcima i bile marginalizirane. Smatra se da su do kraja 1946. godine prestale postojati kao ozbiljna prijetnja savezničkim vlastima i javnoj sigurnosti tijekom savezničke okupacije Njemačke. Werwolf je u kasnijim desetljećima postao čest motiv u djelima popularne kulture gdje je opisivan kao mnogo šira, učinkovitija i opasnija organizacija nego što je u stvarnosti bio.
Neuspjeh Werwolfa da se suprotstavi savezničkoj okupaciji je početkom 2000-ih u SAD-u i šire često korišten kao argument za okupaciju Iraka, odnosno tvrdnju da će nakon vojnog sloma Husseinovog režima brzo zavladati mir, te da se američke i savezničke trupe neće morati brinuti o pobunjenicima.

## Vanjske poveznice
- Review of Werwolf! The History of the National Socialist Guerrilla Movement, 1944–1946 Canadian Journal of History, Dec 1999 by Lawrence D Stokes